# جيناي
جيناي (باليابانية: ゲンナイ، بالروماجي: Gen'nai)، المُسمى في الدبلجة العربيّة بـزاجل، هو شخصيّة خياليّة في سلسلة الأنمي والمانغا اليابانية ديجيمون المعروف في العالم العربيّ بأبطال الديجيتال، يُعتبر جيناي عميل لدى المنظمة المسؤولة عن العالم الرقميّ وأحد وُكلائها الذين يُشبهونه في الشكل (الشكل الشاب)، حيث يُعتبر جيناي فرداً مُستنسخاً من مجموعة أفراد يشتركون في مهمة واحدة، كما أنه ساهم في صنع الأجهزة الرقميّة والقلائد والبيوض مع مجموعته، وهو ليّس من المخلوقات الرقميّة ولا من البشر، بل هو مصنوع من البيانات الرقميّة، يعيش في العالم الرقميّ في قارة سيرفر تحت بُحيرةٍ ضخمة في بيت يُحيطه غلاف زجاجي مُتصل مع الخارج، خاض معركةً مع بييمون (طنبور) في المصنع الخاص للعالم الرقميّ، واستطاع بييمون إدخال كرةً سوداء صغيرة في جسده تتحكم في بياناته لتُغيّر من عمره ومن بُنيته الخارجيّة، ليُصبح عجوزاً وتتغير ملامحه وبُنية جسده، كان جيناي له دورٌ كبير في مُساعدة الأولاد في مُغامرتهم، وكان أداة دليل لهم، وأرسل الكثير من الملفات إلى كوشيرو (شادي) والكثير من المعلومات عن أعدائهم وعن المخاطر التي قد يُواجهونها، ظهر في الجُزء الأول كرجل عجوز قصير القامة، وفي الجُزء الثاني ظهر مرةً أخرى ولكن على شكله الشاب، وكان له نُسخ أخرى مُطابقة لشكله الخارجي أُرسل كلاً منهم مع مجموعةٍ مع الأولاد في دولٍ عدة في العالم الحقيقي، في الدبلجة العربية سُمي جيناي العجوز بزاجل، وتغير الأمر بالنسبة إلى شكله الشاب حيث لم يُعلن أنه زاجل نفسه، بل غُيّر ليكون شخصيةً أخرى وهو مُوفد قاعدة الديجيتال واسمه بيان (قاعدة الديجيتال هو أمرٌ مُختلق في الدبلجة العربية تتحكم بمُجريات العالم الرقميّ).

## شخصيته ومظهره
يُعتبر جيناي مصنوع من البيانات الرقميّة، أي أن لا روح له، لكنه يشعر ويأكل ويشرب ويفرح، يُعد زاجل مُنضبط في الأمور الخاصة بتعليمات الأولاد وشديد الحرص على إيصال المعلومات لهم وتحذيرهم، ويُعتبر بارد المشاعر نوعاً ما.
في مظهره العجوز يكون جيناي قصيراً للغاية وذو وجه مليء بالتجاعيد وبشرةٍ بيضاء وأعين مُختفية خلف الجفون، وله شارب أبيض طويل، وخُصلة شعر بيضاء ملفوفةٍ في رأسه، وفي مظهره الشاب يكون جيناي رجلاً وسيماً فارع الطول، يبدو كأنه ما بين العشرينات والثلاثينات من العُمر، ذو شعر بنيّ مع خصلة شعر متذيّلة أسفل رأسه.

## التسلسل الزمني للأحداث

### ما قبل الجُزء الأول

جيناي في هيئة الشاب.

كان جيناي من ضِمن مجموعة الوُكلاء المسؤولة عن العالم الرقميّ الذي تهيئت لصُنع الأجهزة الرقميّة والبيوض والقلائد احترازاً للأخطار القادمة واختيار الأولاد بناءً على الأحداث التي حصلت في هيكاريغاوكا، وعندما كانوا يستعدون داهم بييمون (طنبور) المصنع، وخطف القلائد والبيوض والأجهزة، ولكن تدخل جيناي، وقاتل بييمون، أدخل بييمون كرةً سوداء في ظهر جيناي، واستطاع الأخير من خطف البيوض والأجهزة من بييمون والفرار بها إلى مكان آمن في الجزيرة الملفيّة، فيما بعد تغيرت ملامح جيناي وأصبح رجلاً عجوزاً قصير القامة.

### مُسلسل: أبطال الديجيتال الجُزء الأول
بعد أن اقتاد التيار الأولاد إلى العالم الرقميّ في 1999 ظهر زاجل لأول مرة بعد أن استطاعوا من القضاء على ديفيمون (الخفاش)، عن طريق شبكة اتصال ثلاثيّة الأبعاد بطريقة التصوير المرئي عند بُعد، أخبرهم عن القلائد والمفاتيح وعن وُجهتِهم القادمة في قارة سيرفر (أرض الياقوت) لقتال العدو التالي وهو إيتيمون (قردون)، كان الأولاد في بادئ الأمر لم يثقوا به، لكنهم قرروا فعل ما يقوله حتى نالوا ثقته، وبعد القضاء على إيتيمون أخبر جيناي الأول عن البطل الثامن ومُخطط فامديمون (الوطواط) في التسلل إلى العالم الحقيقي واغتياله ودلّهم على منزله من أجل فتح البوابة الرقميّة التي تفصل ما بين العالميّن، كما قام أيضاً بإرسال عدة خرائط وبرامج إلى حاسوب كوشيرو (شادي) وصنع له الحاجز الرقميّ من التخفيّ عن جنود فامديمون، كما قام بإرسال الشفرة السريّة من أجل القضاء على فينومفامديمون (هرّاس)، وبعد أن قضوا عليه وعلى سادة الظلام بعد ذلك، أخبرهم عن عدوّهم الأخير وهو أبوكاليمون (جنجل)، بعد ذلك ساعدهم في العوّدة إلى عالمهم الحقيقي.

### ما بين الجُزء الأول والجُزء الثاني
ظهر زاجل كصورةٍ رقميّة في جهاز كوشيرو (شادي) في الفيلم الثاني، وفي مايو 2000 أرسل جيناي إلى الأولاد طلباً وهو العودة إلى العالم الرقميّ من أجل تحرير القوة التي تحمي عالم الديجيتال لأجل إصلاح تشويه العالم الرقمي، وذلك عن طريق التخلص من طاقات القلائد، ونتيجةً لذلك فإن أبطال الديجيتال فقدوا القدرة على التطوّر إلى المُستوى المثالي.

### مُسلسل: أبطال الديجيتال الجُزء الثاني
في الجُزء الثاني، يعود جيناي شاباً، بسبب التخلص من آثار الكرة السوداء التي في جسده، وفي النهايّة يظهر جيناي للأولاد بعد ظهوره من اندماج الحواسيب بعد التعليمات التي أدلى بها لكوشيرو (شادي) ويُخبر الأولاد أن عليهم السفر إلى عدد من أنحاء دول العالم لتهديم أبراج الظلام، عن طريق المُقاتل المتحد من دايسكي (سليم) وكين (يزن) الذي يجوب الأرض في وقتٍ قصير.